# 情人（巴黎現場）
《恋人（巴黎现场）》（英語：Lover (Live from Paris)）是美国歌手泰勒·斯威夫特的第三张现场专辑，于2020年5月19日通过联众唱片发行，并在2023年2月14日限时于斯威夫特的网上商店通过黑胶唱片的形式限量线下发行。
这张专辑由两张心形的黑胶唱片组成，收录了斯威夫特在2019年的专辑《恋人》中八首歌曲的现场录音版本，她在2019年9月9日在巴黎奥林匹亚音乐厅中举办的恋人之城单场演唱会上演唱了这八首歌曲。这张专辑在澳大利亚，美国和英国上榜，并登上了《公告牌》黑胶唱片榜的榜首。

## 背景与制作
泰勒·斯威夫特于2019年8月23日通过联众唱片发布了她的第七张录音室专辑《恋人》，斯威夫特将这张专辑描述为一张探索各种爱情形式的专辑，是一封“写给爱的情书”。这张专辑得到了评论家们的广泛好评，并在商业上获得了巨大成功。为了庆祝《恋人》的发行，斯威夫特于2019年9月9日在法国巴黎奥林匹亚音乐厅举办了恋人之城单场演唱会，这场演唱会也是唯一一场斯威夫特为《恋人》举办的演唱会，因为她原计划的第六次巡回演唱会情人音樂節巡迴演唱會因为2019冠状病毒病的影响而取消.。
2020年5月17日，恋人之城单场演唱会以《泰勒·斯威夫特：恋人之城》为题用一小时特别节目的方式在美国广播公司播出，并最终在Hulu与Disney+上提供点播服务。媒体认为这是对停办的巡回演唱会的代替方案。特别节目只播出了斯威夫特演唱收录于《恋人》专辑的八首歌曲，而没有播出演唱她在其他专辑中发行的歌曲。特别节目首播后，歌曲的现场版本以单曲的形式在流媒体上发行，但男人这首单曲除外，因为这首歌曲已于2020年2月18日提供流媒体服务。这些现场版本仅能在SoundCloud上以专辑的形式播放。
2023年2月13日，斯威夫特的官方粉丝账户宣布《恋人（巴黎现场）》将以黑胶唱片的方式在情人节当天由联众唱片限量线下发行。专辑包含蓝色与粉色的两张心形黑胶唱片，在斯威夫特的网上商店独家发售。这张专辑是斯威夫特继《爱的告白世界巡回演唱会–现场》以及《2008年清晰频道不插电现场》后的第三张现场专辑。据《公告牌》杂志称，这张专辑在美国预计发行了1万3千张。

## 商业成绩
《恋人（巴黎现场）》是美国2023年3月4日当周最畅销的黑胶专辑，它在当周公告牌黑胶唱片榜上排名首位，这张专辑也成为了斯威夫特第九张在该排行榜上的专辑。该专辑以1万3千张全部售空的成绩位居热门专辑排行榜第五位，并在Billboard 200排行榜上位居第58位，在该专辑登上Billboard 200榜时，该排行榜同时还有9张斯威夫特的专辑在榜，使斯威夫特成为自王子以来历史上首位在Billboard 200排行榜上拥有10张专辑的艺人，同时也是首位在排行榜上拥有10张专辑的在世艺人。

## 曲目
以下曲目皆由泰勒·斯威夫特制作。
| Disc A | Disc A            | Disc A                              | Disc A |
| 曲序   | 曲目              | 词曲                                | 时长   |
| ------ | ----------------- | ----------------------------------- | ------ |
| 1.     | 我！ Me!          | 泰勒·斯威夫特 喬爾·立特 布伦登·尤里 | 3:33   |
| 2.     | 弓箭手 The Archer | 泰勒·斯威夫特 杰克·安东诺夫         | 3:30   |

| Disc B | Disc B                            | Disc B                      | Disc B |
| 曲序   | 曲目                              | 词曲                        | 时长   |
| ------ | --------------------------------- | --------------------------- | ------ |
| 3.     | 致命千伤 Death by a Thousand Cuts | 泰勒·斯威夫特 杰克·安东诺夫 | 3:19   |
| 4.     | 柯尼利亚大街 Cornelia Street      | 泰勒·斯威夫特               | 4:56   |

| Disc C | Disc C        | Disc C                  | Disc C |
| 曲序   | 曲目          | 词曲                    | 时长   |
| ------ | ------------- | ----------------------- | ------ |
| 5.     | 男人 The Man  | 泰勒·斯威夫特 乔尔·立特 | 3:39   |
| 6.     | 日光 Daylight | 泰勒·斯威夫特           | 4:22   |

| Disc D   | Disc D                               | Disc D                  | Disc D |
| 曲序     | 曲目                                 | 词曲                    | 时长   |
| -------- | ------------------------------------ | ----------------------- | ------ |
| 7.       | 你需要冷靜一下 You Need to Calm Down | 泰勒·斯威夫特 乔尔·立特 | 2:51   |
| 8.       | 恋人 Lover                           | 泰勒·斯威夫特           | 3:49   |
| 总时长： | 总时长：                             | 总时长：                | 30:31  |

## 制作人员
- 泰勒·斯威夫特：人声、制作人、词曲、钢琴、吉他
- 马克斯·伯恩斯坦（Max Bernstein）：吉他、木吉他、键盘
- 迈克·梅多斯（Mike Meadows）：木吉他、键盘
- 保罗·西多蒂（Paul Sidoti）：吉他、木吉他
- 阿莫斯·海勒（Amos Heller）：贝斯，键盘
- 艾略特·伍德福德、杰斯林·戈尔曼、卡米拉·马歇尔、梅兰妮·涅玛（Eliotte Woodford, Jeslyn Gorman, Kamilah Marshall, Melanie Nyema）：和声
- 马特·比林斯莱亚（Matt Billingslea）：鼓
- 大卫·库克（David Cook）：键盘
- 杰克·安东诺夫、喬爾·立特、布伦登·尤里（Jack Antonoff, Joel Little, Brendon Urie）：词曲
- 克里斯托弗·罗（Christopher Rowe） ：母带制作、混音，音频工程

## 排行榜成绩
| 排行（2023）               | 最高排名 |
| -------------------------- | -------- |
| 澳大利亚（ARIA黑胶唱片榜） | 6        |
| 蘇格蘭（OCC專輯榜）        | 9        |
| 英國（OCC專輯榜）          | 90       |
| 美国（《告示牌》200）      | 58       |

## 发行历史
| 地区 | 日期          | 方式                | 唱片公司 | 资料来源      |
| ---- | ------------- | ------------------- | -------- | ------------- |
| 全球 | 2020年5月19日 | 数字音乐下载 流媒体 | 联众唱片 | [ 13 ] [ 11 ] |
| 全球 | 2023年2月14日 | 黑胶唱片            | 联众唱片 | [ 14 ]        |